# Morunasaurus peruvianus
Morunasaurus peruvianus är en ödleart som beskrevs av Köhler 2003. Morunasaurus peruvianus ingår i släktet Morunasaurus och familjen Hoplocercidae. IUCN kategoriserar arten globalt som otillräckligt studerad. Inga underarter finns listade i Catalogue of Life.
Arten förekommer i kulliga regioner i norra Peru. Utbredningsområdet ligger 200 till 300 meter över havet. Honor lägger ägg.